# Naturschutzgebiet Feuchtbrachkomplex bei Heinrichsdorf
Das Naturschutzgebiet Feuchtbrachkomplex bei Heinrichsdorf mit einer Größe von 0,8 ha liegt südlich Heinrichsdorf im Stadtgebiet von Olsberg im Hochsauerlandkreis. Das Gebiet wurde 2004 mit dem Landschaftsplan Olsberg durch den Hochsauerlandkreis als Naturschutzgebiet (NSG) ausgewiesen.

## Gebietsbeschreibung
Beim NSG handelt es sich um einen Feuchtbrachebereich mit Tümpel und Weidengebüschen.

## Pflanzenarten im NSG
Auswahl vom Landesamt für Natur, Umwelt und Verbraucherschutz Nordrhein-Westfalen dokumentierte Pflanzenarten im Gebiet: Ästiger Igelkolben, Besenheide, Blutwurz, Brennender Hahnenfuß, Fuchssches Greiskraut, Geflecktes Johanniskraut, Gewöhnliche Pestwurz, Gras-Sternmiere, Harzer Labkraut, Heidelbeere, Kleinblütiges Weidenröschen, Quell-Sternmiere, Sumpf-Vergissmeinnicht, Sumpf-Ziest, Zweispaltiger Hohlzahn.

## Schutzzweck
Im NSG soll der dortige Feuchtbrachebereich mit Tümpel geschützt werden. Wie bei allen Naturschutzgebieten in Deutschland wurde in der Schutzausweisung darauf hingewiesen, dass das Gebiet „wegen der Seltenheit, besonderen Eigenart und Schönheit des Gebietes“ zum Naturschutzgebiet wurde.